# Wembley-Tor
Wembley-Tor, palavra em alemão que quer dizer "O Gol de Wembley", é o mais famoso e polêmico Gol fantasma da história do futebol. Ocorrido na Final da Copa do Mundo FIFA de 1966, ele é, até hoje, um dos lances mais célebres e discutidos da história deste esporte.
Aos 11 minutos da prorrogação, o inglês Geoff Hurst chutou a bola no travessão, ela quicou e saiu. Apesar do árbitro suíço Gottfried Dienst ter validado o gol, até hoje persiste a dúvida se a bola teria entrado ou não.
Na Alemanha, toda vez que um lance semelhante resulta em gol, os alemães o denominam “Wembley-Tor” (gol de Wembley).
No dia da votação do referendo do Brexit, realizado em 2016, o jornal alemão "Bild" trouxe como notícia de capa uma matéria no mínimo curiosa: ele prometeu "reconhecer o gol de Wembley", na final da Copa do Mundo de 1966 se o Brexit não for aceito.

## Lance
No dia 30 de julho de 1966, Inglaterra e Alemanha se enfrentaram pela Final da Copa do Mundo daquele ano. Ao final dos 90 minutos, o jogo terminou empatado em 2x2. Foi no tempo extra que surgiu o polêmico lance, que é discutido até hoje. Aos 11 minutos, o inglês Geoff Hurst acertou um potente chute, que acertou o travessão e quicou no chão, antes da zaga alemã afastar a bola. Enquanto os jogadores ingleses comemoravam acreditando que a bola havia ultrapassado a linha, o árbitro suíço Gottfried Dienst parecia indeciso. Depois de consultar o bandeirinha Tofik Bakhramov, do Azerbaijão (que na época pertencia à extinta União Soviética), Dienst confirmou o gol que deu a vantagem para a Inglaterra.
Diversas simulações foram realizadas ao longo do tempo, usando toda sorte de tecnologias de tira-teima. Praticamente todas apontaram que a redonda não cruzou inteiramente a linha, enquanto uma famosa, realizada pelo canal de TV inglês Sky Sports em 2016, usando uma nova tecnologia com ajuda de uma empresa de videogames, garante que ela entrou.
O fato é que, desde então, o bandeirinha Tofiq Bahramov virou uma verdadeira celebridade na Grã-Bretanha. Até hoje, nas partidas da seleção inglesa, podem ser encontradas faixas agradecendo o auxiliar pela decisão favorável aos "Leões". Já os alemães, que se referem a Bahramov como "o bandeirinha russo", apesar dele ter nascido no Azerbaijão, o consideram um dos maiores vilões da história do futebol germânico.
Quarenta e quatro anos depois, na Copa do Mundo de 2010, contra a mesma Alemanha, a Inglaterra teve um gol em lance parecido àquele de Londres, quando Lampard arriscou de fora da área, a bola bateu no travessão e claramente se chocou com a parte interna do chão da meta do goleiro Manuel Neuer. O árbitro uruguaio Jorge Larrionda não validou o tento legítimo e, enfim, deu aos germânicos o sabor da vingança tardia.